# Sauble Falls Provincial Park
Sauble Falls Provincial Park är en park i Kanada.   Den ligger i provinsen Ontario, i den sydöstra delen av landet, 400 km väster om huvudstaden Ottawa. Sauble Falls Provincial Park ligger 196 meter över havet.
Terrängen runt Sauble Falls Provincial Park är platt, och sluttar västerut. Runt Sauble Falls Provincial Park är det glesbefolkat, med 11 invånare per kvadratkilometer.. Närmaste större samhälle är South Bruce Peninsula, 3,6 km öster om Sauble Falls Provincial Park. 
I omgivningarna runt Sauble Falls Provincial Park växer i huvudsak blandskog.